# Hiro-Kala
Hiro-Kala è un personaggio dei fumetti creato da Greg Pak (testi) e Ron Garney (disegni), pubblicato dalla casa editrice statunitense Marvel Comics.
La sua prima apparizione avviene in Skaar: Son of Hulk vol. 1, #2 (settembre 2008).
Hiro-Kala è il figlio di Hulk e Caiera. Come la madre possiede il potere di trarre energia dal suolo di un pianeta e di scatenarlo, manifestando diversi poteri.

## Storia editoriale
La prima apparizione del personaggio avviene in Skaar: Son of Hulk vol. 1, #2 fino al numero 8. Con il #13 la serie cambia nome in Son of Hulk e il personaggio principale diventa Hiro-Kala (poiché Skaar ha lasciato il pianeta Sakaar nel #12) e lo sceneggiatore diventa Paul Jenkins, che sostituisce Greg Pak. La serie termina con il numero #17.
A seguire gli eventi della serie, il personaggio appare in Realm of Kings: Son of Hulk scritta da Scott Reed e disegnata da Miguel Munera, che dura 4 numeri. A partire da maggio 2010 Hiro appare in Incredible Hulk #609.

### Edizioni da collezione
Le serie in cui il personaggio è apparso sono state raccolte in singoli volumi:
- Skaar: Son of Hulk:
  - Skaar: Son of Hulk (contiene Skaar: Son of Hulk #1-6, Savage World of Skaar e Hulk Family, 200 pagine, hardcover, Aprile 2009, ISBN 0-7851-3667-3, softcover, Settembre 2009, ISBN 0-7851-2714-3)
  - Planet Skaar (contiene Skaar: Son of Hulk #7-12 e Planet Skaar Prologue, 192 pagine, hardcover, September 2009, ISBN 0-7851-3986-9, softcover, June 2010, ISBN 0-7851-2821-2)
  - Son of Hulk: Dark Son Rising (collects Son of Hulk #13-17, 120 pages, hardcover, February 2010, ISBN 0-7851-4544-3, softcover, June 2010, ISBN 0-7851-4055-7)
- Realm of Kings (includes Realm of Kings: Son of Hulk, 336 pages, hardcover, August 2010, ISBN 0-7851-4809-4)